# Армин Мюлер-Щал
Армин Мюлер-Щал (на немски: Armin Mueller-Stahl) е германски актьор.
Роден е на 17 декември 1930 г. в Тилзит, Германия (днешен Советск, Русия). Към 2009 г. е участвал в над 130 филма.

## Избрана филмография
- „Невидимият прицел“ (1973-1979)
- „Полковник Редл“ (Oberst Redl, 1985)
- „Музикална кутия“ (1989)
- „Авалон“ (1990)
- „Къщата на духовете“ (1993)
- „Блясък“ (1996)
- „Играта“ (1997)
- „Миротворецът“ (1997)
- „Досиетата Х“ (1998)
- „Тринайсетият етаж“ (1999)
- „Якоб лъжеца“ (1999)
- „Пилигрим“ (2000)
- „Източни обещания“ (2007)